# Ромон (Фрібур)
Ромон (фр. Romont) — місто  в Швейцарії в кантоні Фрібур, округ Глан.

## Географія
Місто розташоване на відстані близько 50 км на південний захід від Берна, 22 км на південний захід від Фрібура.
Ромон має площу 10,9 км², з яких на 19,2% дозволяється будівництво (житлове та будівництво доріг), 67% використовуються в сільськогосподарських цілях, 13,5% зайнято лісами, 0,3% не є продуктивними (річки, льодовики або гори).

## Демографія
2019 року в місті мешкало 5366 осіб (+17% порівняно з 2010 роком), іноземців було 40,6%. Густота населення становила 493 осіб/км².
За віковим діапазоном населення розподілялося таким чином: 22,9% — особи молодші 20 років, 61,4% — особи у віці 20—64 років, 15,8% — особи у віці 65 років та старші. Було 2298 помешкань (у середньому 2,3 особи в помешканні).
Із загальної кількості 3777 працюючих 85 було зайнятих в первинному секторі, 1271 — в обробній промисловості, 2421 — в галузі послуг.